# Tornaľa
Tornaľa (tra il 1948 e il 1992 Šafárikovo, in ungherese Tornalja) è una città della Slovacchia facente parte del distretto di Revúca, nella regione di Banská Bystrica.